# Liste der Mitglieder des US-Repräsentantenhauses aus Maine

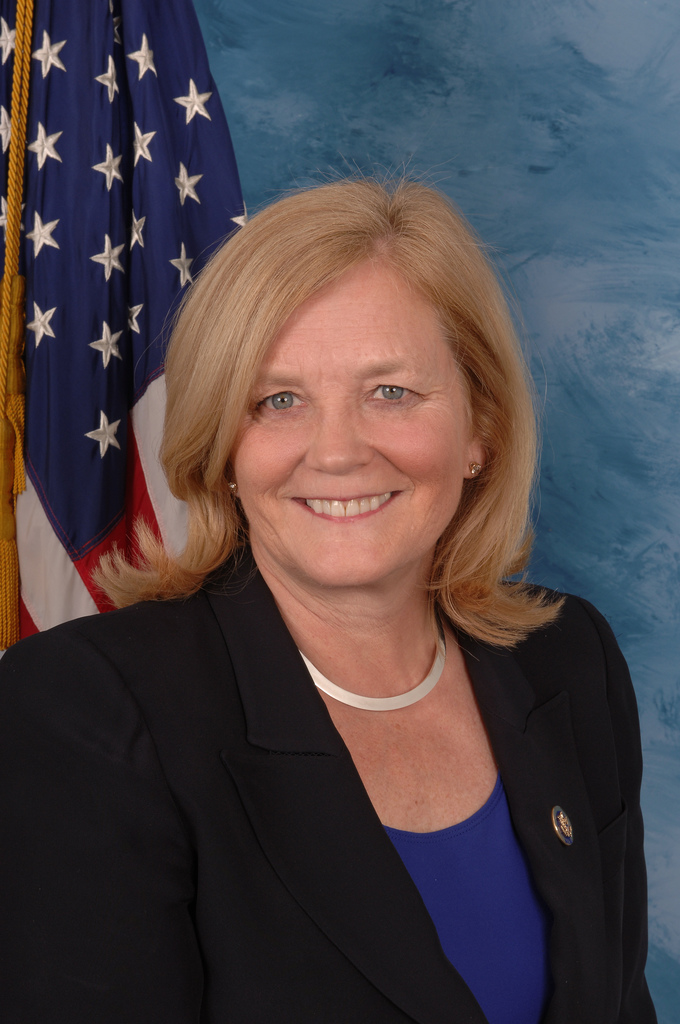
Chellie Pingree, derzeitige Vertreterin des ersten Kongresswahlbezirks von Maine

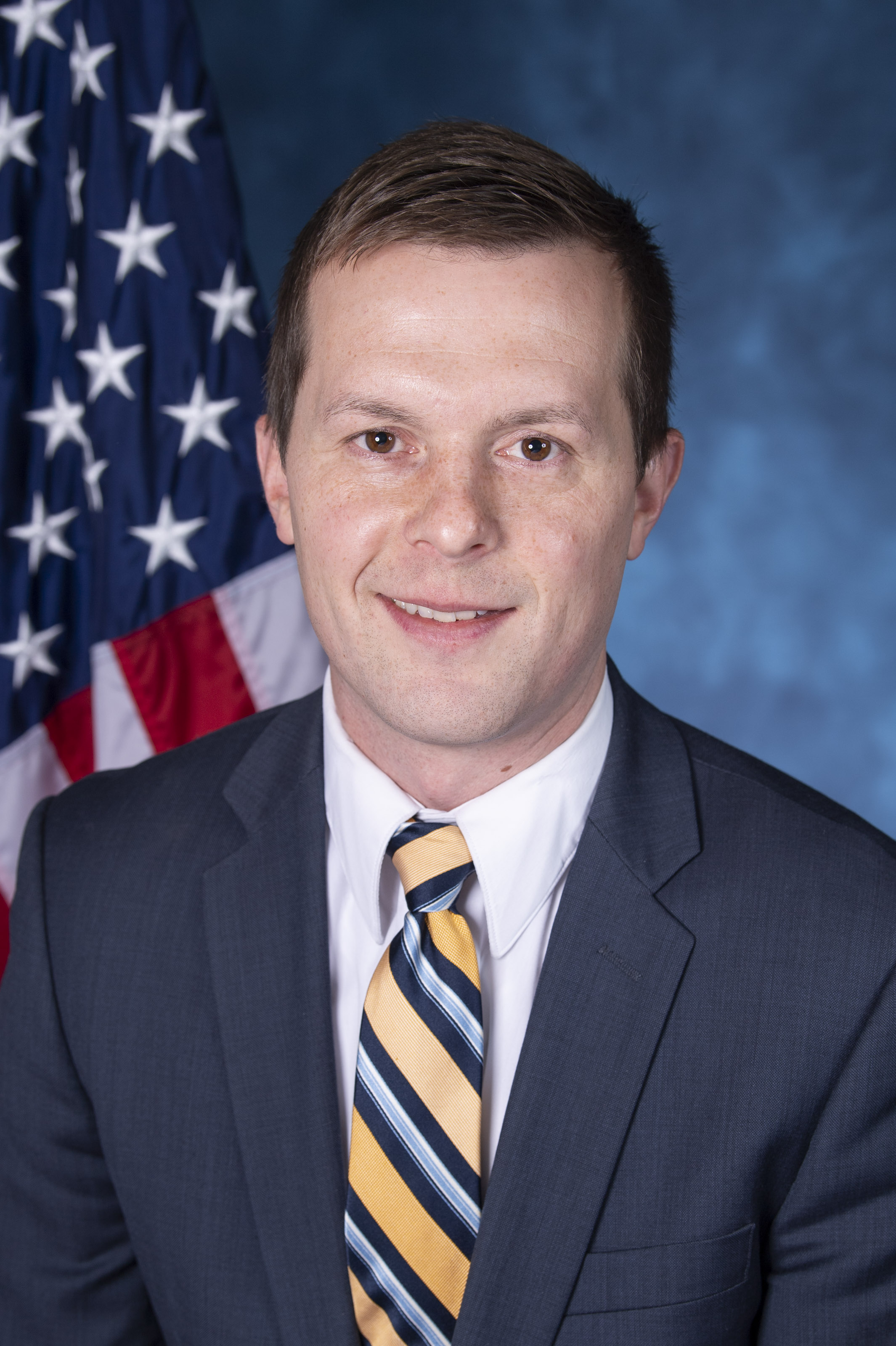
Jared Golden, derzeitiger Vertreter des zweiten Kongresswahlbezirks von Maine

Diese Liste führt alle Politiker auf, die seit 1820 für den Bundesstaat Maine dem Repräsentantenhaus der Vereinigten Staaten angehört haben. Bevor sich der Staat als Folge des Missouri-Kompromisses von Massachusetts abgespalten hatte, wurde das Gebiet (District of Maine) durch die entsprechenden Abgeordneten aus Massachusetts im Kongress vertreten; zuletzt standen dem Maine-Distrikt sieben Mandate zu. Nach einer kurzen Übergangsphase mit einem Abgeordneten stellte der Staat Maine bereits ab 1821 sieben Mitglieder im Repräsentantenhaus. Zwischen 1833 und 1843 existierte für kurze Zeit ein achter Wahlbezirk. Die Zahl der Abgeordneten sank in der Folge kontinuierlich, bis 1963 auch der dritte Bezirk wegfiel; seitdem ist die Delegation aus Maine nur noch zweiköpfig. Nur einmal, im Jahr 1883, wurden die Sitze in einer staatsweiten Wahl („at large“) vergeben.

## 1. Sitz (seit 1820)
| Name                    | Amtszeit                            | Partei                |
| ----------------------- | ----------------------------------- | --------------------- |
| Joseph Dane             | 6. November 1820 – 3. März 1823     | Föderalist            |
| William Burleigh        | 4. März 1823 – 2. Juli 1827         | Democratic Republican |
| Rufus McIntire          | 10. September 1827 – 3. März 1835   | Demokrat              |
| John Fairfield          | 4. März 1835 – 24. Dezember 1838    | Demokrat              |
| Nathan Clifford         | 4. März 1839 – 3. März 1843         | Demokrat              |
| Joshua Herrick          | 4. März 1843 – 3. März 1845         | Demokrat              |
| John Fairfield Scamman  | 4. März 1845 – 3. März 1847         | Demokrat              |
| David Hammons           | 4. März 1847 – 3. März 1849         | Demokrat              |
| Elbridge Gerry          | 4. März 1849 – 3. März 1851         | Demokrat              |
| Moses Macdonald         | 4. März 1851 – 3. März 1855         | Demokrat              |
| John M. Wood            | 4. März 1855 – 3. März 1859         | Republikaner          |
| Daniel Eton Somes       | 4. März 1859 – 3. März 1861         | Republikaner          |
| John Noble Goodwin      | 4. März 1861 – 3. März 1863         | Republikaner          |
| Lorenzo De Medici Sweat | 4. März 1863 – 3. März 1865         | Demokrat              |
| John Lynch              | 4. März 1865 – 3. März 1873         | Republikaner          |
| John Holmes Burleigh    | 4. März 1873 – 3. März 1877         | Republikaner          |
| Thomas Brackett Reed    | 4. März 1877 – 4. September 1899    | Republikaner          |
| Amos Lawrence Allen     | 6. November 1899 – 20. Februar 1911 | Republikaner          |
| Asher Crosby Hinds      | 4. März 1911 – 3. März 1917         | Republikaner          |
| Louis Bertrand Goodall  | 4. März 1917 – 3. März 1921         | Republikaner          |
| Carroll Lynwood Beedy   | 4. März 1921 – 3. Januar 1935       | Republikaner          |
| Simon Moulton Hamlin    | 3. Januar 1935 – 3. Januar 1937     | Demokrat              |
| James Churchill Oliver  | 3. Januar 1937 – 3. Januar 1943     | Republikaner          |
| Robert Hale             | 3. Januar 1943 – 3. Januar 1959     | Republikaner          |
| James Churchill Oliver  | 3. Januar 1959 – 3. Januar 1961     | Demokrat              |
| Peter Adams Garland     | 3. Januar 1961 – 3. Januar 1963     | Republikaner          |
| Stanley Roger Tupper    | 3. Januar 1963 – 3. Januar 1967     | Republikaner          |
| Peter Nicholas Kyros    | 3. Januar 1967 – 3. Januar 1975     | Demokrat              |
| David Farnham Emery     | 3. Januar 1975 – 3. Januar 1983     | Republikaner          |
| John Rettie McKernan    | 3. Januar 1983 – 3. Januar 1987     | Republikaner          |
| Joseph Edward Brennan   | 3. Januar 1987 – 3. Januar 1991     | Demokrat              |
| Thomas Andrews          | 3. Januar 1991 – 3. Januar 1995     | Demokrat              |
| James B. Longley Jr.    | 3. Januar 1995 – 3. Januar 1997     | Republikaner          |
| Thomas Hodge Allen      | 3. Januar 1997 – 3. Januar 2009     | Demokrat              |
| Chellie Marie Pingree   | seit 3. Januar 2009                 | Demokrat              |

## 2. Sitz (seit 1821)
| Name                           | Amtszeit                             | Partei                |
| ------------------------------ | ------------------------------------ | --------------------- |
| Ezekiel Whitman                | 4. März 1821 – 1. Juni 1822          | Föderalist            |
| Mark Harris                    | 2. Dezember 1822 – 3. März 1823      | Democratic Republican |
| Stephen Longfellow             | 4. März 1823 – 3. März 1825          | Democratic Republican |
| John Anderson                  | 4. März 1825 – 3. März 1833          | Demokrat              |
| Francis Ormand Jonathan Smith  | 4. März 1833 – 3. März 1839          | Demokrat              |
| Albert Smith                   | 4. März 1839 – 3. März 1841          | Demokrat              |
| William Pitt Fessenden         | 4. März 1841 – 3. März 1843          | Whig                  |
| Robert Pinckney Dunlap         | 4. März 1843 – 3. März 1847          | Demokrat              |
| Asa Clapp                      | 4. März 1847 – 3. März 1849          | Demokrat              |
| Nathaniel Swett Littlefield    | 4. März 1849 – 3. März 1851          | Demokrat              |
| John Appleton                  | 4. März 1851 – 3. März 1853          | Demokrat              |
| Samuel Mayall                  | 4. März 1853 – 3. März 1855          | Demokrat              |
| John Jasiel Perry              | 4. März 1855 – 3. März 1857          | Opposition Party      |
| Charles Jervis Gilman          | 4. März 1857 – 3. März 1859          | Republikaner          |
| John Jasiel Perry              | 4. März 1859 – 3. März 1861          | Republikaner          |
| Charles Wesley Walton          | 4. März 1861 – 26. Mai 1862          | Republikaner          |
| Thomas Amory Deblois Fessenden | 1. Dezember 1862 – 3. März 1863      | Republikaner          |
| Sidney Perham                  | 4. März 1863 – 3. März 1869          | Republikaner          |
| Samuel Plummer Morrill         | 4. März 1869 – 3. März 1871          | Republikaner          |
| William Pierce Frye            | 4. März 1871 – 17. März 1881         | Republikaner          |
| Edward Nelson Dingley          | 12. September 1881 – 13. Januar 1899 | Republikaner          |
| Charles Edward Littlefield     | 19. Juni 1899 – 30. September 1908   | Republikaner          |
| John Phillip Swasey            | 3. November 1908 – 3. März 1911      | Republikaner          |
| Daniel John McGillicuddy       | 4. März 1911 – 3. März 1917          | Demokrat              |
| Wallace Humphrey White         | 4. März 1917 – 3. März 1931          | Republikaner          |
| Donald Barrows Partridge       | 4. März 1931 – 3. März 1933          | Republikaner          |
| Edward Carleton Moran          | 4. März 1933 – 3. Januar 1937        | Demokrat              |
| Clyde Harold Smith             | 3. Januar 1937 – 8. April 1940       | Republikaner          |
| Margaret Chase Smith           | 3. Juni 1940 – 3. Januar 1949        | Republikaner          |
| Charles Pembroke Nelson        | 3. Januar 1949 – 3. Januar 1957      | Republikaner          |
| Frank Morey Coffin             | 3. Januar 1957 – 3. Januar 1961      | Demokrat              |
| Stanley Roger Tupper           | 3. Januar 1961 – 3. Januar 1963      | Republikaner          |
| Clifford Guy McIntire          | 3. Januar 1963 – 3. Januar 1965      | Republikaner          |
| William Dodd Hathaway          | 3. Januar 1965 – 3. Januar 1973      | Demokrat              |
| William Sebastian Cohen        | 3. Januar 1973 – 3. Januar 1979      | Republikaner          |
| Olympia Jean Snowe             | 3. Januar 1979 – 3. Januar 1995      | Republikaner          |
| John Elias Baldacci            | 3. Januar 1995 – 3. Januar 2003      | Demokrat              |
| Michael Herman Michaud         | 3. Januar 2003 – 3. Januar 2015      | Demokrat              |
| Bruce Poliquin                 | 3. Januar 2015 – 3. Januar 2019      | Republikaner          |
| Jared Forrest Golden           | seit 3. Januar 2019                  | Demokrat              |

## 3. Sitz (1821–1963)
| Name                     | Amtszeit                           | Partei                    |
| ------------------------ | ---------------------------------- | ------------------------- |
| Mark Langdon Hill        | 4. März 1821 – 3. März 1823        | Democratic Republican     |
| Ebenezer Herrick         | 4. März 1823 – 3. März 1827        | Democratic Republican     |
| Joseph Ferdinand Wingate | 4. März 1827 – 3. März 1831        |                           |
| Edward Kavanagh          | 4. März 1831 – 3. März 1835        | Demokrat                  |
| Jeremiah Bailey          | 4. März 1835 – 3. März 1837        | National Republican Party |
| Jonathan Cilley          | 4. März 1837 – 24. Februar 1838    | Demokrat                  |
| Edward Robinson          | 28. April 1838 – 3. März 1839      | Whig                      |
| Benjamin Randall         | 4. März 1839 – 3. März 1843        | Whig                      |
| Luther Severance         | 4. März 1843 – 3. März 1847        | Whig                      |
| Hiram Belcher            | 4. März 1847 – 3. März 1849        | Whig                      |
| John Otis                | 4. März 1849 – 3. März 1851        | Whig                      |
| Robert Goodenow          | 4. März 1851 – 3. März 1853        | Whig                      |
| Ephraim Wilder Farley    | 4. März 1853 – 3. März 1855        | Whig                      |
| Ebenezer Knowlton        | 4. März 1855 – 3. März 1857        | Opposition Party          |
| Nehemiah Abbott          | 4. März 1857 – 3. März 1859        | Republikaner              |
| Ezra Bartlett French     | 4. März 1859 – 3. März 1861        | Republikaner              |
| Samuel Clement Fessenden | 4. März 1861 – 3. März 1863        | Republikaner              |
| James Gillespie Blaine   | 4. März 1863 – 10. Juli 1876       | Republikaner              |
| Edwin Flye               | 4. Dezember 1876 – 3. März 1877    | Republikaner              |
| Stephen Decatur Lindsey  | 4. März 1877 – 3. März 1883        | Republikaner              |
| Seth Llewellyn Milliken  | 4. März 1883 – 18. April 1897      | Republikaner              |
| Edwin Chick Burleigh     | 21. Juli 1897 – 3. März 1911       | Republikaner              |
| Samuel Wadsworth Gould   | 4. März 1911 – 3. März 1913        | Demokrat                  |
| Forrest Goodwin          | 4. März 1913 – 28. Mai 1913        | Republikaner              |
| John Andrew Peters II    | 9. September 1913 – 2. Januar 1922 | Republikaner              |
| John Edward Nelson       | 20. März 1922 – 3. März 1933       | Republikaner              |
| John Gregg Utterback     | 4. März 1933 – 3. Januar 1935      | Demokrat                  |
| Ralph Owen Brewster      | 3. Januar 1935 – 3. Januar 1941    | Republikaner              |
| Frank Fellows            | 3. Januar 1941 – 27. August 1951   | Republikaner              |
| Clifford Guy McIntire    | 22. Oktober 1951 – 3. Januar 1963  | Republikaner              |

## 4. Sitz (1821–1933)
| Name                      | Amtszeit                          | Partei                    |
| ------------------------- | --------------------------------- | ------------------------- |
| William Durkee Williamson | 4. März 1821 – 3. März 1823       | Democratic Republican     |
| Joshua Cushman            | 4. März 1823 – 3. März 1825       | Democratic Republican     |
| Peleg Sprague             | 4. März 1825 – 3. März 1829       | National Republican Party |
| George Evans              | 20. Juli 1829 – 3. März 1841      | National Republican Party |
| David Bronson             | 31. Mai 1841 – 3. März 1843       | Whig                      |
| Freeman Harlow Morse      | 4. März 1843 – 3. März 1845       | Whig                      |
| John Dennis McCrate       | 4. März 1845 – 3. März 1847       | Demokrat                  |
| Franklin Clark            | 4. März 1847 – 3. März 1849       | Demokrat                  |
| Rufus King Goodenow       | 4. März 1849 – 3. März 1851       | Whig                      |
| Charles Andrews           | 4. März 1851 – 30. April 1852     | Demokrat                  |
| Isaac Reed                | 25. Juni 1852 – 3. März 1853      | Whig                      |
| Samuel Page Benson        | 4. März 1853 – 3. März 1857       | Whig                      |
| Freeman Harlow Morse      | 4. März 1857 – 3. März 1861       | Republikaner              |
| Anson Peaslee Morrill     | 4. März 1861 – 3. März 1863       | Republikaner              |
| John Hovey Rice           | 4. März 1863 – 3. März 1867       | Republikaner              |
| John Andrew Peters I      | 4. März 1867 – 3. März 1873       | Republikaner              |
| Samuel Freeman Hersey     | 4. März 1873 – 3. Februar 1875    | Republikaner              |
| Harris Merrill Plaisted   | 13. September 1875 – 3. März 1877 | Republikaner              |
| Llewellyn Powers          | 4. März 1877 – 3. März 1879       | Republikaner              |
| George Washington Ladd    | 4. März 1879 – 3. März 1883       | Greenback Party           |
| Charles Addison Boutelle  | 4. März 1883 – 3. März 1901       | Republikaner              |
| Llewellyn Powers          | 8. April 1901 – 28. Juli 1908     | Republikaner              |
| Frank Edward Guernsey     | 3. November 1908 – 3. März 1917   | Republikaner              |
| Ira Greenlief Hersey      | 4. März 1917 – 3. März 1929       | Republikaner              |
| Donald Francis Snow       | 4. März 1929 – 3. März 1933       | Republikaner              |

## 5. Sitz (1821–1883)
| Name                        | Amtszeit                           | Partei                |
| --------------------------- | ---------------------------------- | --------------------- |
| Ebenezer Herrick            | 4. März 1821 – 3. März 1823        | Democratic Republican |
| Enoch Lincoln               | 4. März 1823 – 1826                | Democratic Republican |
| James Wheelock Ripley       | 11. September 1826 – 12. März 1830 | Demokrat              |
| Cornelius Holland           | 6. Dezember 1830 – 3. März 1833    | Demokrat              |
| Moses Mason                 | 4. März 1833 – 3. März 1837        | Demokrat              |
| Timothy Jarvis Carter       | 4. September 1837 – 3. März 1833   | Demokrat              |
| Virgil Delphini Parris      | 29. Mai 1838 – 3. März 1841        | Demokrat              |
| Nathaniel Swett Littlefield | 4. März 1841 – 3. März 1843        | Demokrat              |
| Benjamin White              | 4. März 1843 – 3. März 1845        | Demokrat              |
| Cullen Sawtelle             | 4. März 1845 – 3. März 1847        | Demokrat              |
| Ephraim Knight Smart        | 4. März 1847 – 3. März 1849        | Demokrat              |
| Cullen Sawtelle             | 4. März 1849 – 3. März 1851        | Demokrat              |
| Ephraim Knight Smart        | 4. März 1851 – 3. März 1853        | Demokrat              |
| Israel Washburn Jr.         | 4. März 1853 – 1. Januar 1861      | Whig                  |
| Stephen Coburn              | 2. Januar 1861 – 3. März 1861      | Republikaner          |
| John Hovey Rice             | 4. März 1861 – 3. März 1863        | Republikaner          |
| Frederick Augustus Pike     | 4. März 1863 – 3. März 1869        | Republikaner          |
| Eugene Hale                 | 4. März 1869 – 3. März 1879        | Republikaner          |
| Thompson Henry Murch        | 4. März 1879 – 3. März 1883        | Greenback Party       |

## 6. Sitz (1821–1863)
| Name                       | Amtszeit                    | Partei                |
| -------------------------- | --------------------------- | --------------------- |
| Joshua Cushman             | 4. März 1821 – 3. März 1823 | Democratic Republican |
| Jeremiah O’Brien           | 4. März 1823 – 3. März 1829 | Democratic Republican |
| Leonard Jarvis             | 4. März 1829 – 3. März 1833 | Demokrat              |
| Joseph Hall                | 4. März 1833 – 3. März 1837 | Demokrat              |
| Hugh Johnston Anderson     | 4. März 1837 – 3. März 1841 | Demokrat              |
| Alfred Marshall            | 4. März 1841 – 3. März 1843 | Demokrat              |
| Hannibal Hamlin            | 4. März 1843 – 3. März 1847 | Demokrat              |
| James Sullivan Wiley       | 4. März 1847 – 3. März 1849 | Demokrat              |
| Charles Stetson            | 4. März 1849 – 3. März 1851 | Demokrat              |
| Israel Washburn Jr.        | 4. März 1851 – 3. März 1853 | Whig                  |
| Thomas James Duncan Fuller | 4. März 1853 – 3. März 1857 | Demokrat              |
| Stephen Clark Foster       | 4. März 1857 – 3. März 1861 | Republikaner          |
| Frederick Augustus Pike    | 4. März 1861 – 3. März 1863 | Republikaner          |

## 7. Sitz (1821–1853)
| Name                       | Amtszeit                    | Partei                    |
| -------------------------- | --------------------------- | ------------------------- |
| Enoch Lincoln              | 4. März 1821 – 3. März 1823 | Democratic Republican     |
| David Kidder               | 4. März 1823 – 3. März 1827 | Democratic Republican     |
| Samuel Butman              | 4. März 1827 – 3. März 1831 | National Republican Party |
| James Bates                | 4. März 1831 – 3. März 1833 | Demokrat                  |
| Leonard Jarvis             | 4. März 1833 – 3. März 1837 | Demokrat                  |
| Joseph Cobham Noyes        | 4. März 1837 – 3. März 1839 | Whig                      |
| Joshua Adams Lowell        | 4. März 1839 – 3. März 1843 | Demokrat                  |
| Shepard Cary               | 10. Mai 1844 – 3. März 1845 | Demokrat                  |
| Hezekiah Williams          | 4. März 1845 – 3. März 1849 | Demokrat                  |
| Thomas James Duncan Fuller | 4. März 1849 – 3. März 1853 | Demokrat                  |

## 8. Sitz (1833–1843)
| Name              | Amtszeit                    | Partei   |
| ----------------- | --------------------------- | -------- |
| Gorham Parks      | 4. März 1833 – 3. März 1837 | Demokrat |
| Thomas Davee      | 4. März 1837 – 3. März 1841 | Demokrat |
| Elisha Hunt Allen | 4. März 1841 – 3. März 1843 | Whig     |